# Embeten
Embeten är en ö i Svärta socken, Nyköpings kommun.
På äldre kartor kallas ön ofta Ämbetsö. På nya kartor kallas den vanligen Enbeten, men lokalt är uttalet med m det brukade och det som förekommit i dokument sedan 1700-talet. Ön har lytt under Ånga och arrenderades av fiskare fram till 1966. Den gamla gården finns dock fortfarande kvar som sommarbostad.